# Darius (série de jeux vidéo)
Pour les articles homonymes, voir Darius.
Darius est une série de jeux vidéo de type shoot 'em up développée et éditée par Taito.

## Jeux

### Jeux d'arcade
- Darius (1986)
  - Darius Extra Version (1987) : version améliorée et rééquilibrée à la suite des retours des joueurs du jeu précédemment cité.
- Darius II (1989) : est sorti en version triple et double écran (la plus commune), sorti hors du Japon sous le titre Sagaia avec plusieurs modifications.
- Darius Gaiden (1994) : annoncé sous le titre Darius III
- G-Darius (1997)
  - G-Darius Ver.2 (1997) : version améliorée et rééquilibrée du jeu précédemment cité, développée après la sortie de la version PlayStation.
- Dariusburst Another Chronicle (2010) : dérivé du jeu PSP Dariusburst.

### Jeux distribués

#### Jeux originaux
- Darius Twin (1991) : jeu original sur Super Nintendo dont le gameplay est basé principalement sur Darius II.
- Darius Force (1993) : un autre jeu original sur Super Nintendo et qui fait suite à Twin.
- Dariusburst (2009) : jeu original sur PlayStation Portable conçu comme une suite à G-Darius.

#### Portages et conversions
- Darius+ (1989) : sorti en Occident sur Atari ST, Amiga et ZX Spectrum et basé sur le premier jeu Darius.
- Super Darius (1990) : conversion de Darius sur PC-Engine très proche du jeu original proposant de nouveaux boss et un mode Boss Rush.
  - Darius Alpha (1990) : version limitée au mode Boss Rush sortie en même temps que Super Darius sur HuCard pour PC-Engine, très rare, intégrant une démo de Darius Plus ; certains boss ont été retirés.
  - Darius Plus (1990) : le jeu complet sur HuCard pour PC-Engine, les boss retirés dans Alpha ne sont pas réintégrés - les versions Alpha et Plus proposent des graphismes légèrement améliorés.
- Darius II (1990) : conversion sur Mega Drive proposant quelques changements dans les niveaux et les boss ainsi qu'un mode Boss Rush secret - sorti aux États-Unis sous le titre Sagaia.
- Sagaia (1991) : portage de Darius sur Game Boy en partie original proche du jeu Nemesis.
- Sagaia (1992) : conversion de Darius II sur Master System pour l'Europe, basé sur la version Mega Drive citée précédemment.
- Super Darius II (1993) : conversion de Darius II sur PC-Engine intégrant de nouvelles chansons, de nouveaux boss et des modifications dans les niveaux.
- Darius Gaiden (1995, 1996, 1998) : conversion de Darius Gaiden sur Saturn, PlayStation et Windows respectivement.
- Darius II (1996) : conversion de Darius II sur Saturn - très proche de l'original, il propose également un mode double-écran simulé.
- G-Darius (1998, 2001) : portage de G-Darius sur PlayStation et Windows respectivement.
- Darius R (2002) : proche de Darius, sorti sur Game Boy Advance, il intègre des éléments des différents jeux de la série.
- Darius Gate, Darius Ocean, Darius Wide, etc. (2002~2007) : conversions diverses de Darius sur des services pour téléphones mobiles comme i-mode, Yahoo! Mobile et EZ Appli.
- Taito Memories et Taito Legends (2005~2006) : compilations intégrant Darius II, Darius Gaiden et G-Darius.
- Dariusburst Second Prologue (2012) : adaptation de Dariusburst sur iOS et Android qui intègre du contenu de Another Chronicle.
- Darius Burst: Chronicle Saviours (2015) : version améliorée de Dariusburst sur PlayStation 4, PlayStation Vita et Windows.

#### Jeux associés
- Syvalion (1988) : présenté initialement comme une suite de Darius, des musiques du jeu apparaissent dans Dariusburst.
- Metal Black (1991) : initialement développé pour être Darius III.
- Border Down (2003) : la suite du jeu précédemment cité.